# ТОС (РСЗВ)
ТОС (рос. тяжёлая огнемётная система) — сімейство російських важких вогнеметних систем залпового вогню калібру 220-мм. Ведуть вогонь запалювальними або термобаричними боєприпасами.
ТОС призначена для виведення з ладу легкоброньованої та автомобільної техніки, підпалювання й руйнування будівель і споруд об'ємним вибухом, а також знищення живої сили противника, розташованої на відкритій місцевості та у фортифікаційних спорудах.

## Історія
Ідея розробки потужної РСЗВ для використання запалювальних і термобаричних ракет виникла в СРСР в кінці 70-х років. Робо́ти з цього проекту було доручено «Конструкторському бюро транспортного машинобудування» (м.Омськ). Нова система мала заводську назву «Объект 634» або ТОС-1. Комплекс складався з 30 направляючих на шасі танка Т-72 і зарядної машини ТЗМ на базі КрАЗ-255Б. Використання бази танка дозволяло використовувати комплекс прямо у бойових порядках. Крім того, це був вимушений крок, оскільки у комплексу була замала бойова дальність використання — усього в 3,5 кілометра.
Комплекс призначався для виведення з ладу легкоброньованої й автомобільної техніки, підпалу та руйнування споруд та будівель, знищення живої сили супротивника (розташованої на відкритій місцевості і в фортифікаційних спорудах) осколками та ударною хвилею, а також виникнення пожеж.
Навіть на 2022 рік, після її неодноразового застосування у кількох війнах, система офіційно не прийнята на озброєння артилерійських частин, а числиться в штатах допоміжних підрозділів: військ радіаційного, хімічного і біологічного захисту. У військах комплекс мав неофіційну назву «Буратіно» за характерний зовнішній вигляд.

## Конструкція

### ТОС-1 «Буратіно»
Пакет з 30 направляючих для некерованих реактивних снарядів змонтований на поворотній платформі. Всі дії з наведення установки на ціль, задання кута піднесення пускової установки екіпаж здійснює, не виходячи з машини, за допомогою прицілу і зовнішніх систем.
У комплексі використовується спеціальна система керування вогнем, яка включає оптичний приціл, лазерний далекомір, датчик крену та електронний балістичний обчислювач. За допомогою лазерного далекоміра відстані до цілі визначаються з точністю до 10 метрів. Ці дані автоматично вводяться в балістичний обчислювач, що розраховує необхідний кут підняття пускової установки. Кут крену пакета ракет фіксується автоматичним датчиком і також автоматично враховується обчислювачем.
Некерована ракета складається з головної частини з наповнювачем (запалювальним або термобаричним), детонатора і твердопаливного реактивного двигуна.

## Модифікації

### ТОС-1 «Буратіно»
Важка вогнеметна система залпового вогню на базі танка Т-72, розроблена в 1971—1979 роках.

### ТОС-1А «Солнцепьок»

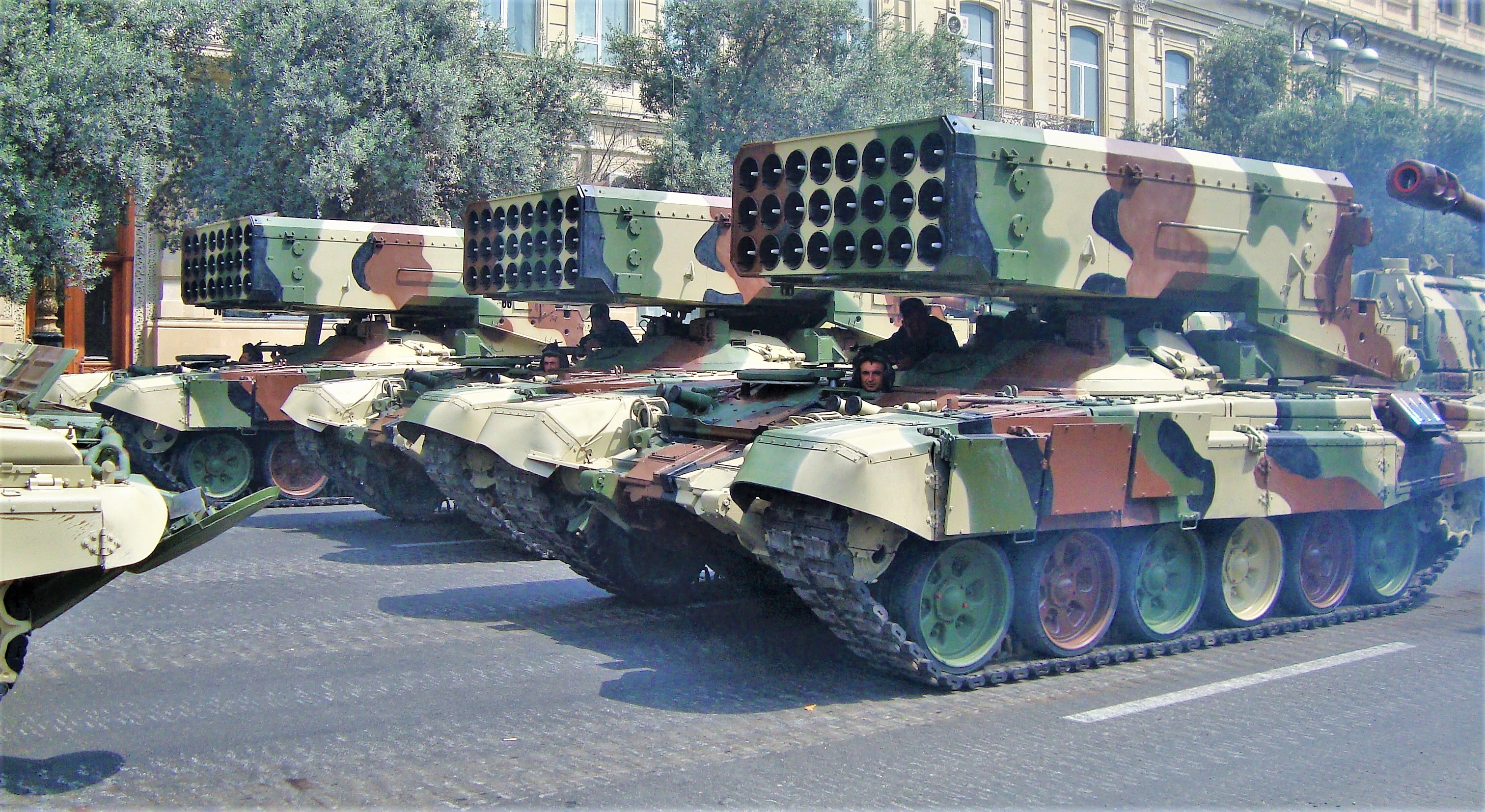
ТОС-1А «Солнцепьок» на параді в Баку, 26 червня 2013 року

2001 року на озброєння російської армії взяли систему ТОС-1А. Її основні відмінності:
- кількість направляючих зменшена з 30 до 24;
- встановлена нова система управління вогнем;
- транспортно-заряджаюча машина виконана на базі Т-72;
- нові некеровані ракети типів MO.1.01.04 та MO.1.01.04M з дальністю польоту до 6 км.

До складу системи ТОС-1А входять:
1. Бойова машина БМ-1 (Об'єкт 634Б) з пусковою установкою на шасі танка — 1 од;
2. Транспортно-заряджальна машина ТЗМ-Т (Об'єкт 563) на шасі танка — 2 од;
3. Некеровані реактивні снаряди (НКРС) калібру 220 мм МО.1.01.04 або МО.1.01.04М.

### ТОС-2 «Тосочка»

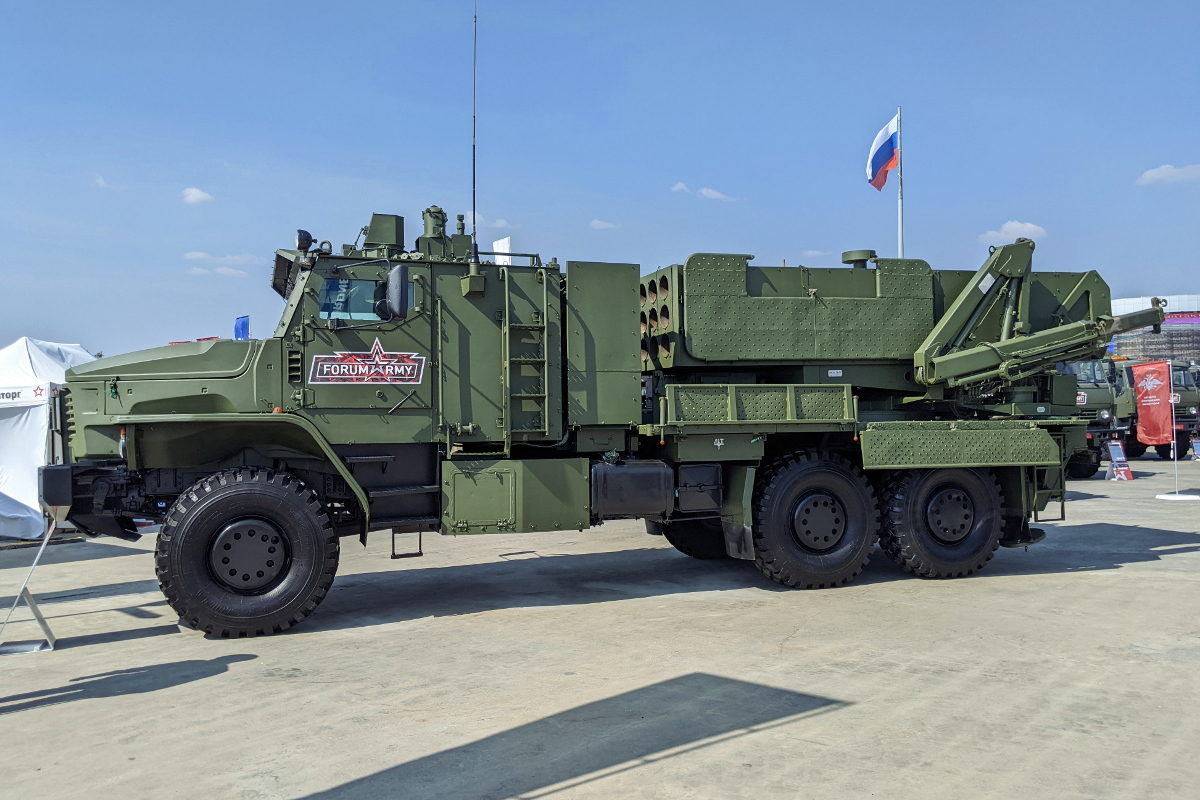
ТОС-2

Вперше ТОС-2 «Тосочка» була показана широкому загалу на параді Перемоги у Росії літом 2020 року. Розробником є тульське НПО «Сплав» ім. А. Н. Ганичева, а випускає машину «Мотовилихінські заводи» в Пермі. До кінця 2020 року перші бойові машини повинні пройти державні випробування, за результатами котрих буде прийнято рішення про прийняття на озброєння.
З відмінностей, кількість направляючих зменшено до 18 та встановлено на новому шасі Урал-63706 з повним приводом і броньованою кабіною та має кран для перевантаження ракет, нова СУВ. Нова ракета збільшить дальність (з нинішніх 6 км до 15 км) та влучність стрільби, зросте площа враження.
Серед іншого, дана модифікація покликана усунути головну ваду попередніх версій, яка стала яскраво помітна під час російсько-української війни — малу ефективну дальність боєприпасів. Нові снаряди ТБС-М3 мають дальність до 15 км.

### ТОС-3 «Дракон»

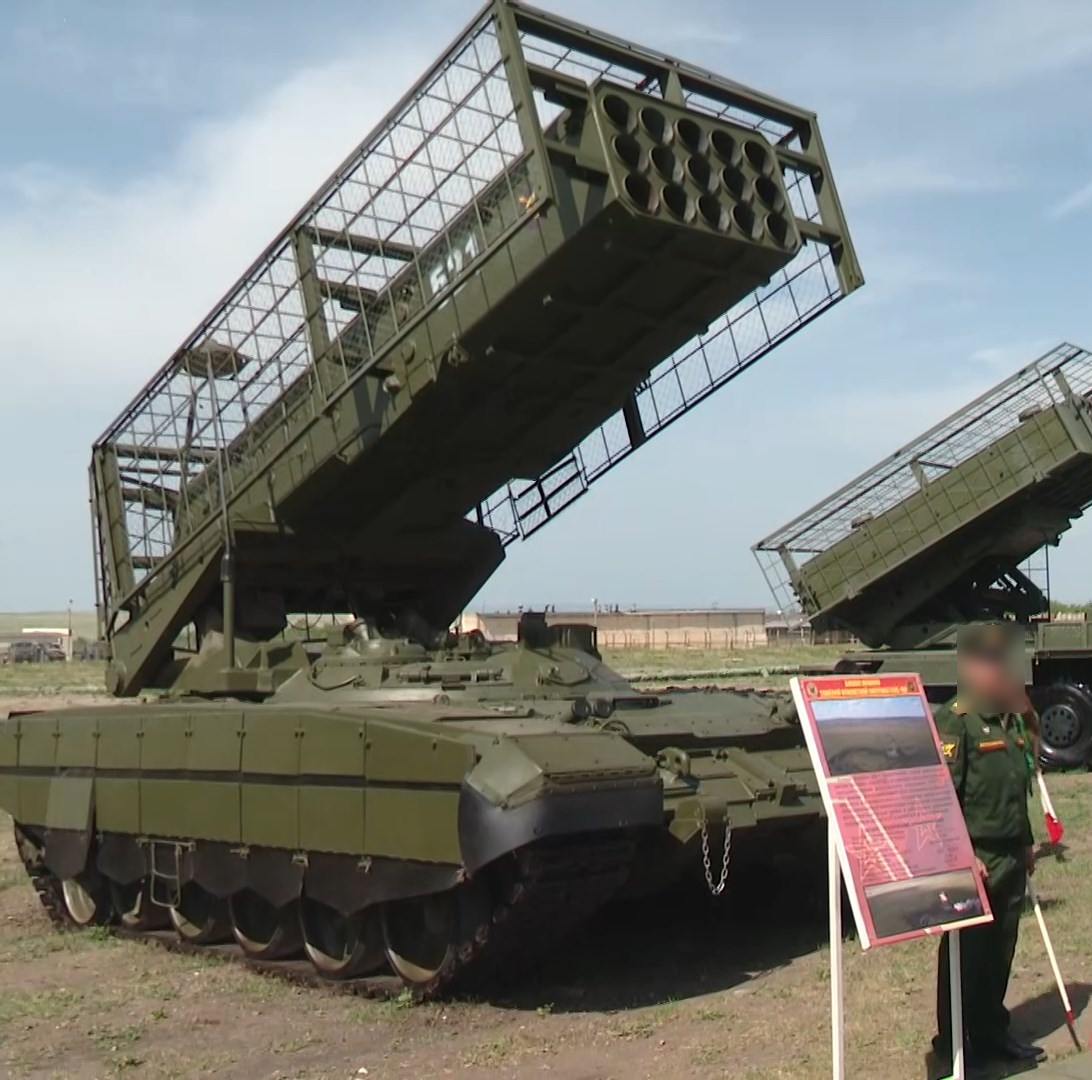
ТОС-3 «Дракон» (2024)

19 лютого 2024 року стало відомо що російський завод «Омсктрансмаш» розробляє нову вогнеметну систему ТОС-3 «Дракон». Попередньо що вона буде мати гусеничне шасі та пускову установку від ТОС-2. А вже 9 квітня 2024 року індустріальний директор корпорації «Ростех» Бєкхан Оздоєв заявив що вже створено дослідний зразок який за характеристиками матиме збільшену дальність стрільби та застосовувати нові боєприпаси.
3 червня 2024 року була представлена ТОС-3 «Дракон», яка як і ТОС-1, розміщена на танковому шасі Т-72. Платформа має традиційний комплект динамічного захисту «Контакт-5». Пускова установка має 15 направляючих для некерованих термобаричних ракет ТБС-М3, що мають дальність польоту до 15 км. Для захисту пускової установки з ракетами на ТОС-3 з’явилися штатні заводські антидронові решітки. На самих решітках встановлені антени комплексу РЕБ «Волнорез».

## Бойове застосування

### Радянське вторгнення до Афганістану
У період з грудня 1988 року по лютий 1989 дві машини ТОС-1 брали участь у бойових діях в Чарікарській долині і на Південному Саланзі (в ході операції «Тайфун»). Тактика застосування РСЗВ полягала в раптовому вогневому ураженні противника, швидкому виведенні бойових машин і охорони з-під можливого обстрілу і відхід у пункти постійної дислокації радянських військ. Практично з обраної вогневої позиції удару завдавали тільки один раз, а час перебування бойової машини на вогневій позиції було скорочено до мінімуму.

### Друга російсько-чеченська війна
Російські військові використовували «Буратіно» у Другій російсько-чеченській війні, зокрема під час облоги Грозного та в боях за село Комсомольське в березні 2000 року.

### Ірак
Поставлені в Ірак комплекси можливо використовуються в боях проти ІДІЛ.

### Російсько-українська війна (2014—2025)
На Донбасі 13 січня 2015 року російсько-терористичні формування застосували 220-міліметрову важку вогнеметну систему залпового вогню ТОС-1 «Буратіно», з якої відкрили вогонь по околицях села Веселого, розташованого неподалік міжнародного аеропорту в Донецьку. За словами представників Міністерства оборони України українські військові знищили щонайменше одну установку ТОС-1 «Буратіно» в боях 3 лютого 2015 року.
У звіті за 27 вересня 2015 року СММ ОБСЄ заявила, що 26 вересня спостерігачі СММ виявили щонайменше 36 танків (невідомого типу) на підконтрольному бойовикам ЛНР полігоні в Круглику. Напередодні спостерігачі СММ помітили на тому ж полігоні одну важку вогнеметну систему залпового вогню (ТОС-1 «Буратіно», калібр 220 мм).
15 жовтня 2015 року делегація Великої Британії в ОБСЄ звернулася до російської делегації за поясненнями стосовно наявності системи залпового вогню ТОС-1 «Буратіно» в бойовиків на Донбасі.
У січні 2016 року ГУР МО України передало представникам СММ ОБСЄ інформацію стосовно наявності в російських бойовиків у районах н.п. Новогригорівка, Макіївка і Донецьк забороненого Мінськими домовленостями озброєння — танків і важкої вогнеметної системи ТОС-1 «Буратіно».

#### Повномасштабне російське вторгнення
У березні 2022 стало відомо, що Росія планує застосувати системи термобаричної зброї (ТОС-1А) під час вторгнення в Україну.
Російська пропаганда неодноразово поширювала відео застосування цих систем. При чому, траплялись випадки, коли на пропагандистських відео було видно істотні недоліки даних систем: не надто високу точність та надто малу ефективну відстань застосування, що наражало їх на контрбатарейний вогонь та вогонь у відповідь. Слабкий захист реактивних снарядів у напрямних призводив до суцільного знищення системи з обслугою. Потреба виходити на відстань прямої видимості робила установки вкрай вразливими для вогню у відповідь, але й перехід до застосування з закритих вогневих позицій виявився недостатнім з огляду на поширення FPV-дронів — баражуючих боєприпасів. Даний концептуальний дефект, закладений в систему іще на етапі проєктування спонукав росіян до активнішої роботи над наступною версією — ТОС-2 «Тосочка» з максимальною дальністю вже до 15 км.
2 березня була захоплена ТЗМ-Т система ТОС-1А «Солнцепьок» українськими військовими у Чернігівській області.
30 березня стало відомо, що українськими військовими була захоплена російська важка транспортно-заряджальна машина зі складу важкої вогнеметної системи ТОС-1А «Солнцепьок».
2 квітня 2022 року Сухопутні війська, ССО й тероборона знищили російську важку вогнеметну систему «Буратіно».

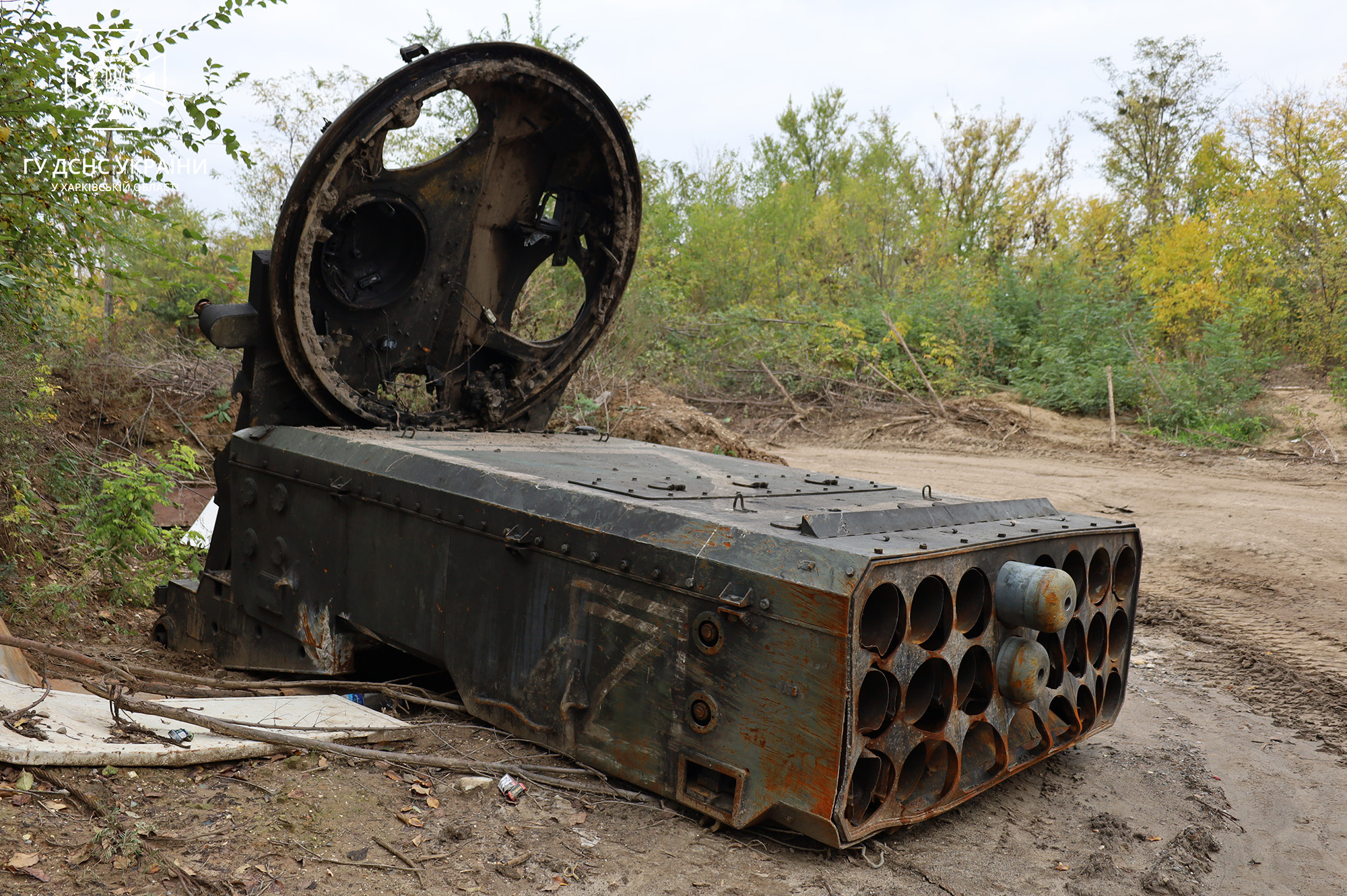
Знищена російська ТОС-1А «Солнцепьок» в Ізюмі після боїв за місто

5 квітня 2022 року українські військові вперше застосували захоплені російські ТОС-1А «Солнцепьок» в Ізюмському напрямку проти російських загарбників. Про це повідомив речник Одеської ОВА Сергій Братчук.
28 травня з'явилася інформація про застосування російськими військовими системи ТОС-2 «Тосочка» на Харківському напрямку.
В квітні 2023 року стало відомо про застосування українськими військовими трофейної ТОС-1А проти російських загарбників на східній ділянці фронту.
16 лютого 2025 року стало відомо про першу втрату ТОС-2 «Тосочка» армії РФ. Ворожа установка була знищена у селищі Петрівка Покровського району за 10 км від міста.
Станом на 23 липня 2025 року редактори Oryx Blog знайшли фото чи відео підтвердження безповоротної втрати російськими військами 26 РСЗВ ТОС-1А та ТОС-2: 23 знищено і 3 захоплено силами ЗСУ, ще низка були пошкоджені.

### Громадянська війна в Сирії
В жовтні 2015 року була помічена принаймні одна установка ТОС-1А «Солнцепьок» на транспортері в Сирії. Пускова установка виконана на шасі Т-72, на відміну від експортних машин російського виробництва на шасі Т-90С, вона була пофарбована не в пустельний, а типовий для російських ЗС «зелений» камуфляж, номери на ній були зафарбовані.
22 жовтня 2015 року в інтернеті з'явились відео і фотографії застосування системи ТОС-1 в боях у провінції Латакія. Згідно з оприлюдненою інформацією, події відбувались в місцевості Джабаль аль-Акрад.
27 серпня 2016 року в інтернеті публікують відеоролик на YouTube, в коментарях до якого стверджують про знищення важкої вогнеметної системи залпового вогню російського виробництва. На сайті www.baladi-news.com/ar стверджується, що мова може йти про систему ТОС-1А «Солнцепьок». Відзначається, що кадри зняті в районі Алеппо. Вогонь вівся з протитанкового ракетного комплексу «Корнет» виробництва КБ машинобудування (Тула)
За словами міністра оборони РФ Сергія Шойгу, російські збройні сили випробували в бойових умовах війни в Сирії понад 160 нових видів зброї і військової техніки. За даними «Валдайського клубу» серед випробуваних видів озброєнь були й системи ТОС-1А «Солнцепьок».

### Друга карабаська війна
24 жовтня 2020 року міністерство оборони Вірменії повідомило про знищення важкої вогнеметної системи залпового вогню калібру 220-мм ТОС-1 сил Азербайджану оприлюднивши відповідне відео.
Через рік після завершення бойових дій у Нагірному Карабасі з'явилось відео застосування важкої вогнеметної системи ТОС-1 «Солнцепьок» ЗС Вірменії проти Азербайджану.

## Втрати
- 4 червня 2016 року важку вогнеметну систему ТОС-1А «Солнцепек» було знищенно у Сирії поблизу Алеппо[45].
- Восени 2020 року під час другої карабаської війни збройні сили Азербайджану знищили вірменську ТОС-1А за допомогою БПЛА «Байрактар ТБ2»[46].
- 1 березня 2022 року силами Збройних сил України було захоплено важку вогнеметну систему залпового вогню ТОС-1А «Солнцепьок» та ТЗМ до неї[47].
- 3 березня 2022 року на Чернігівщині було захоплено місцевими мешканцями транспортно-заряджаючу машину з комплексу ТОС-1А «Солнцепьок»[47].
- 19 березня 2022 року було знищено ТЗМ з комплексу ТОС-1А «Солнцепьок»[48].
- 26 березня 2022 року силами Збройних сил України було захоплено ТЗМ з комплексу ТОС-1А «Солнцепьок» у Гусарівка (Балаклійський район)[49][50].
- 29 березня 2022 року українські військові з ПТРК Стугна-П було знищено важку вогнеметну систему ТОС-1А «Солнцепьок»[51].
- 1 квітня 2022 року ЗСУ захопили другу важку вогнеметну систему ТОС-1А «Солнцепьок»[52].
- 2 квітня 2022 року ЗСУ захопили ще одну важку вогнеметну систему ТОС-1А «Солнцепьок»[53].
- 15 квітня 2022 року ЗСУ захопили чергову вогнеметну систему ТОС-1А «Солнцепьок» з повним боєкомплектом[54].
- 20 травня 2022 року Збройними силами України за допомогою ПТРК «Стугна-П» була знищена чергова ТЗМ з комплексу ТОС-1А «Солнцепьок»[55].
- Щонайменше одну РСЗВ ТОС-1А «Солнцепьок» було знищено в ході харківського контрнаступу ЗСУ у вересні 2022 року[56].
- 14 лютого 2023 року військовослужбовці 72 окремої механізованої бригади імені Чорних Запорожців під Вугледаром знищили ТОС-1А «Солнцепьок»[57].
- 17 липня 2023 року ЗСУ знищили дві установки ТОС-1А «Солнцепьок»[58].
- 20 жовтня 2023 бійці 59 ОМПБр знищили установку ТОС-1А «Солнцепьок» поблизу Авдіївки[59].
- 30 жовтня 2023 на Авдіївському напрямку підрозділом центру спеціальних операцій «А» СБУ було знищено ще одну БМ ТОС-1А «Солнцепьок»[60].
- За даними осінтерів Oryx, станом на 20 жовтня 2023 року відомо про російські втрати 10 ТОС-1А (6 знищених, 4 захоплених) та 7 ТЗМ-Т від ТОС-1А (3 знищених, 4 захоплених)[61].
- 3 квітня 2024 спільними зусиллями 60 та 63-ї механізованих бригад було знищено ТОС-1А «Солнцепьок»[62].
- 10 червня воїнами 63 ОМБр було знищено важку вогнеметну систему ТОС «Солнцепьок»[63].
- 2 серпня 2024 року воїни СБУ знищили ТОС-1А «Солнцепьок»[64].
- 14 лютого 2025 року на Покровському напрямку вперше зафіксовано знищену ТОС-2 «Тосочка»[65].

## Оцінки
За версією російської пропаганди, ТОС не має аналогів у світі. Тому його часто записують до жартівливої категорії «аналоговнєт».
Термобаричні боєприпаси мають велику руйнівну силу, але застосування такої техніки обмежується багатьма факторами. Боєприпаси мають невисоку ефективність на відкритому просторі, вони ефективні переважно в забудові. Втім, застосування такої зброї невибіркової дії в забудові наражає цивільне населення на небезпеку, що заборонено міжнародним законодавством.
Іншими суттєвими недоліками є невелика дальність вогню, до 6 км. Таким чином, машині для запуску ракет потрібно в'їхати в зону ураження артилерією та ПТРК, що наражає екіпаж на велику небезпеку. Машина має великі розміри і перевозить 24 надзвичайно вибухонебезпечні боєприпаси, що дуже слабко захищені. А транспортно-заряджальні машини не мають броні зовсім.

## Оператори

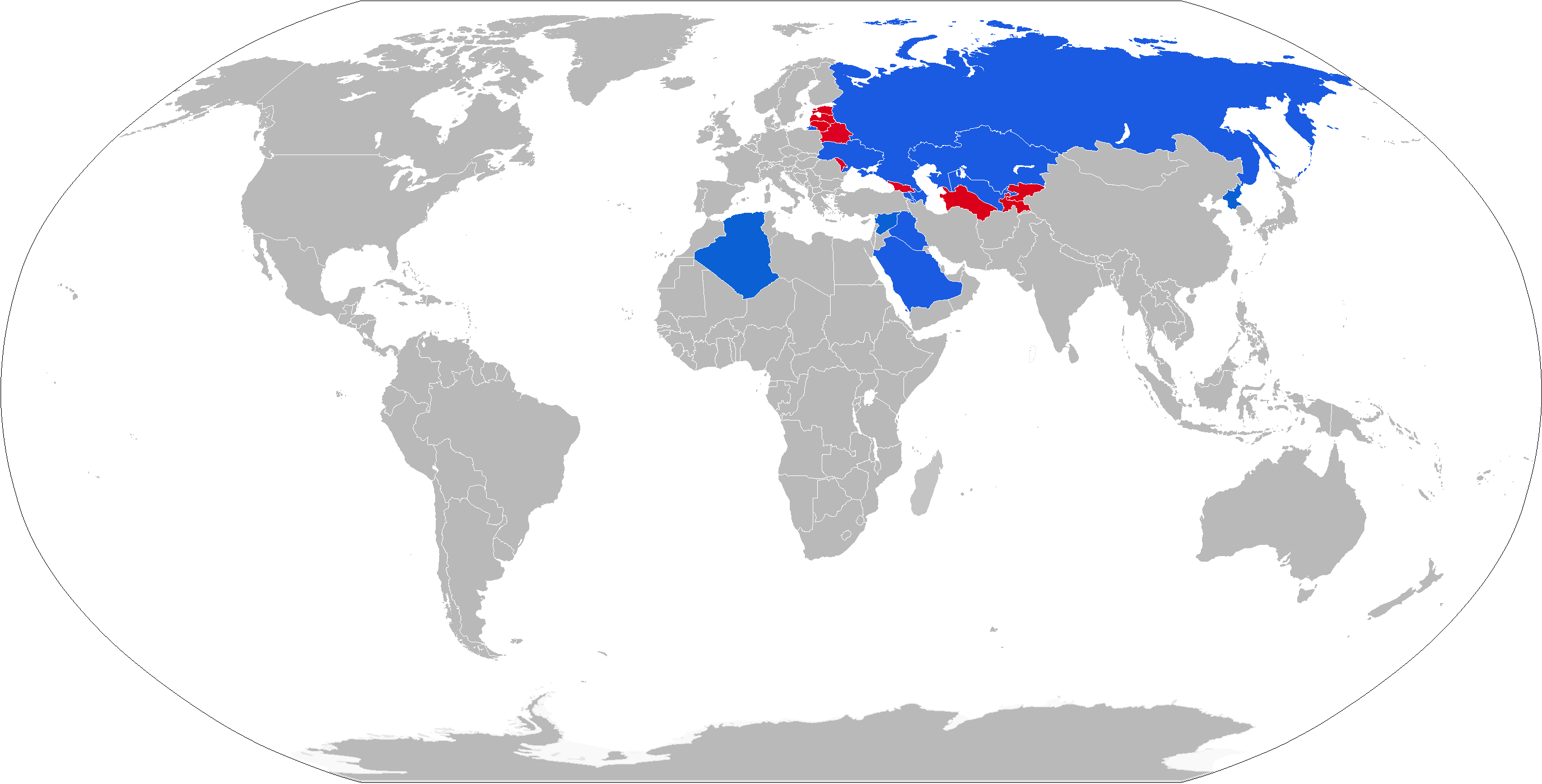
Країни-оператори ТОС-1А
Поточні
Колишні

### Поточні
- Азербайджан — 17 одиниць ТОС-1А на озброєнні, станом на 2025 рік[69]. Поставлені в 2013—2014[70][71].
- Алжир — 18 одиниць ТОС-1А на шасі Т-72 на озброєнні, станом на 2025 рік[72]. Вперше публічно представлено 12 травня 2018 року[73].
- Ірак — більше 6 одиниць ТОС-1А на озброєнні, станом на 2025 рік[74]. Початок постачання — в серпні 2014[75].
- Казахстан — 3 одиниці ТОС-1А на озброєнні, станом на 2025 рік[76]. Поставлені в 2011 році[77].
- Росія — 39 одиниць ТОС-1А та деяка кількість ТОС-2 на озброєнні, станом на 2025 рік[78].
  - 1-ша мобільна бригада РХБЗ, (в/ч 71432), Шихани;
  - 10-й полк РХБЗ, (в/ч 55121), с. Топчіха, Алтайський край;
  - 28-ма окрема бригада РХБЗ
- Саудівська Аравія — 10 одиниць ТОС-1А на озброєнні, станом на 2025 рік[79].
- Таджикистан — деяка кількість ТОС-1А на озброєнні, станом на 2025 рік[80].
- Україна — деяка кількість ТОС-1А «Солнцепьок» на озброєнні. 3 БМ та 3 ТЗМ були захоплені в ході повномасштабного російського вторгнення в Україну[35].

### Статус невідомий
- Вірменія — деяка кількість ТОС-1А «Солнцепьок» на озброєнні, станом на 2021 рік[81][82]
- Сирія — невідома кількість ТОС-1А перебувала на озброєнні Асадівської армії, станом на 2015 рік[83].

### Саудівська Аравія
5 жовтня 2017 року Міністерство оборони Саудівської Аравії та російський уряд підписали угоди про придбання систем С-400, ПТРК Корнет-ЕМ, реактивних вогнеметів ТОС-1А «Солнцепьок», автоматичних гранатометів АГС-30 та автоматів АК-103. При цьому Рособоронекспорт має передати частину технологій та налагодити виробництво запасних деталей, необхідних для підтримання зазначених зразків техніки у працездатному стані.

## Галерея

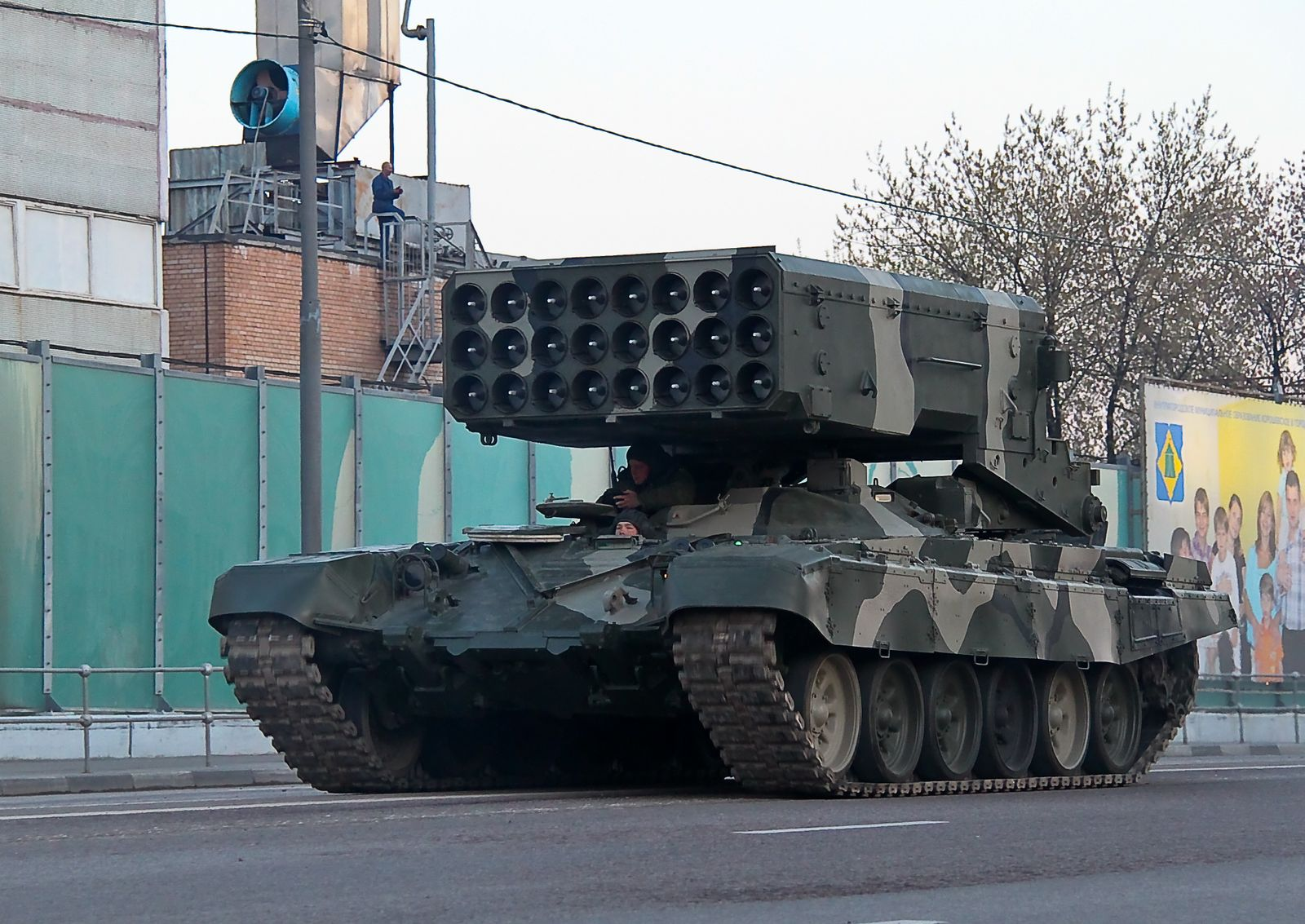
Репетиція параду в РФ, 2010
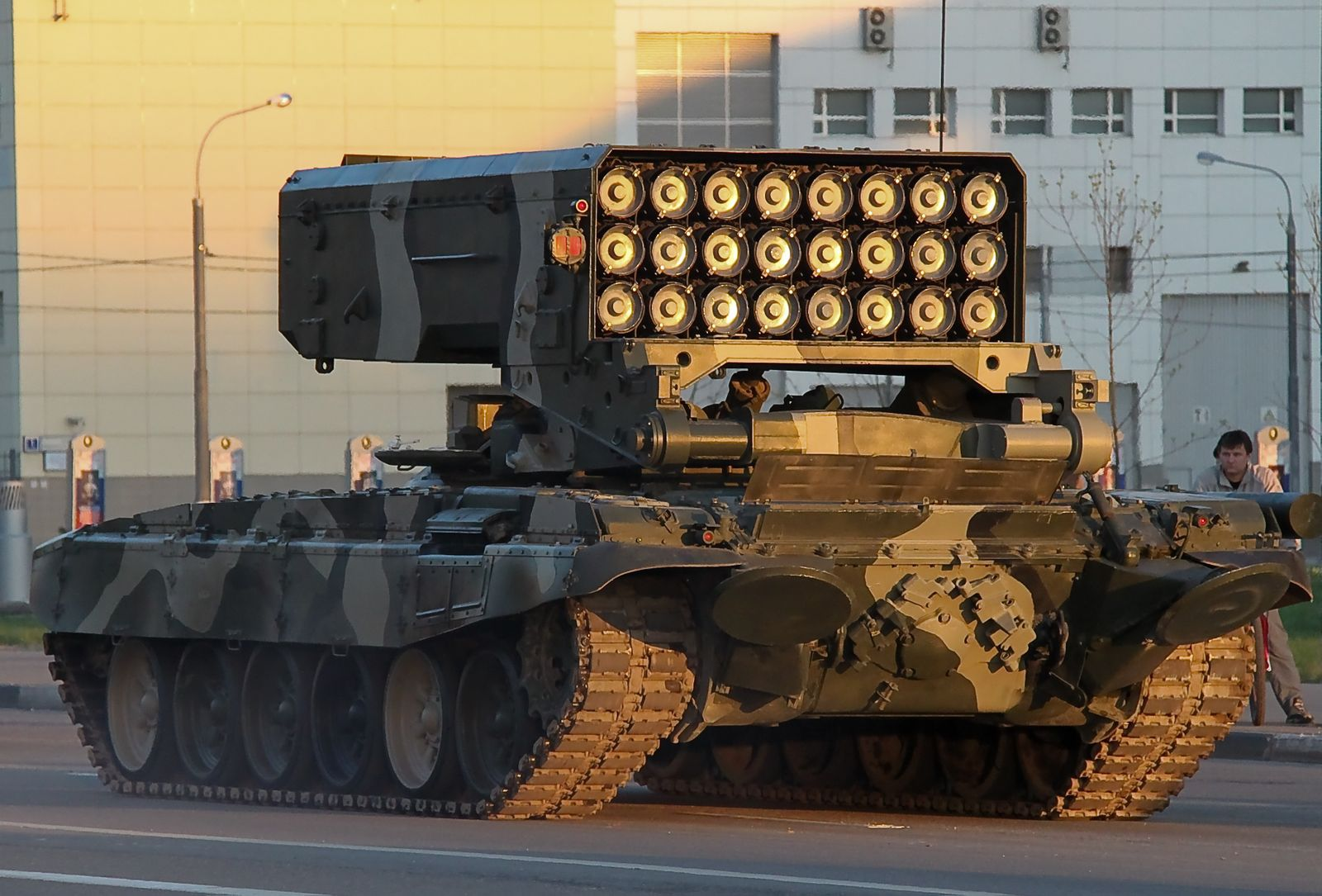
Репетиція параду в РФ, 2010
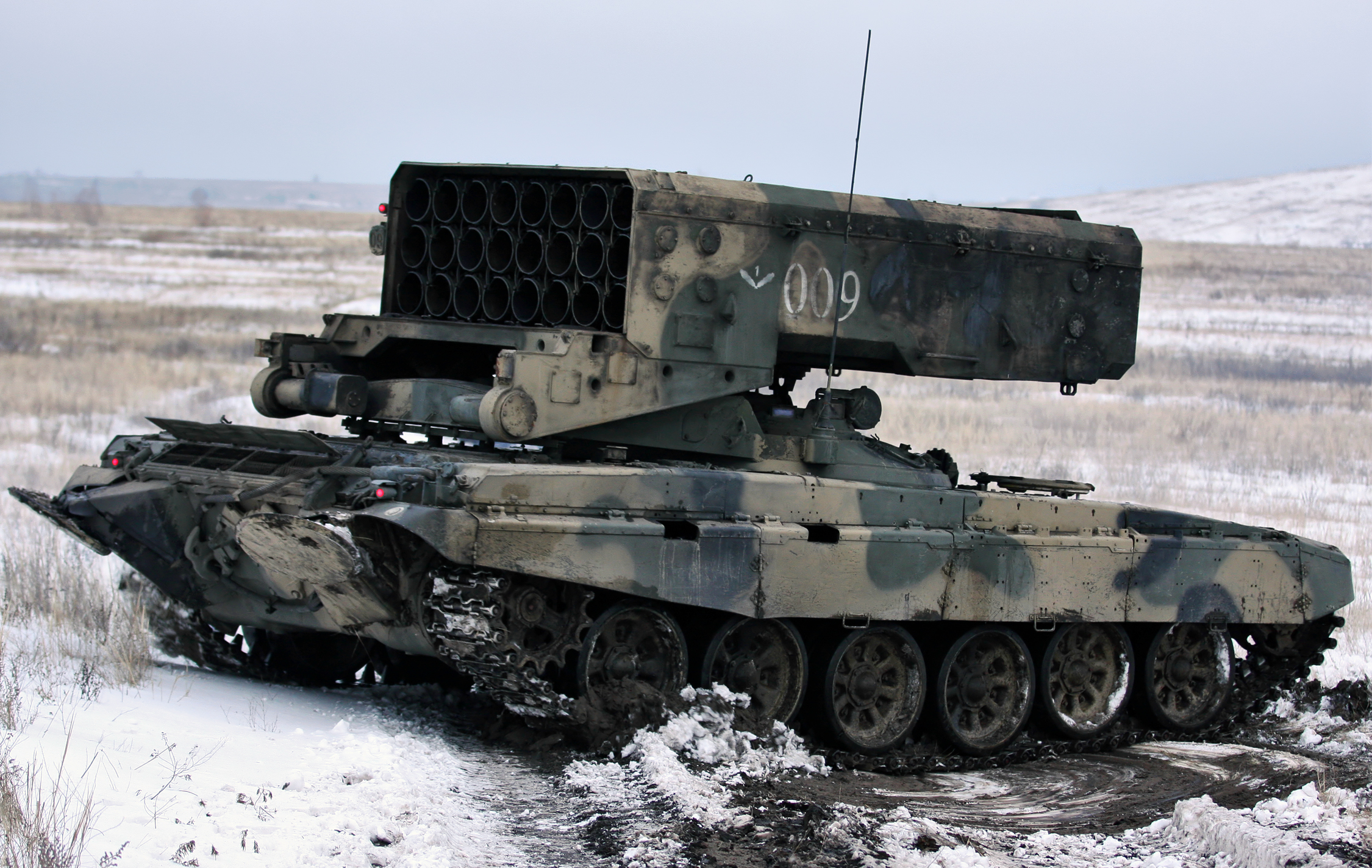
ТОС-1А «Солнцепьок» ЗС РФ
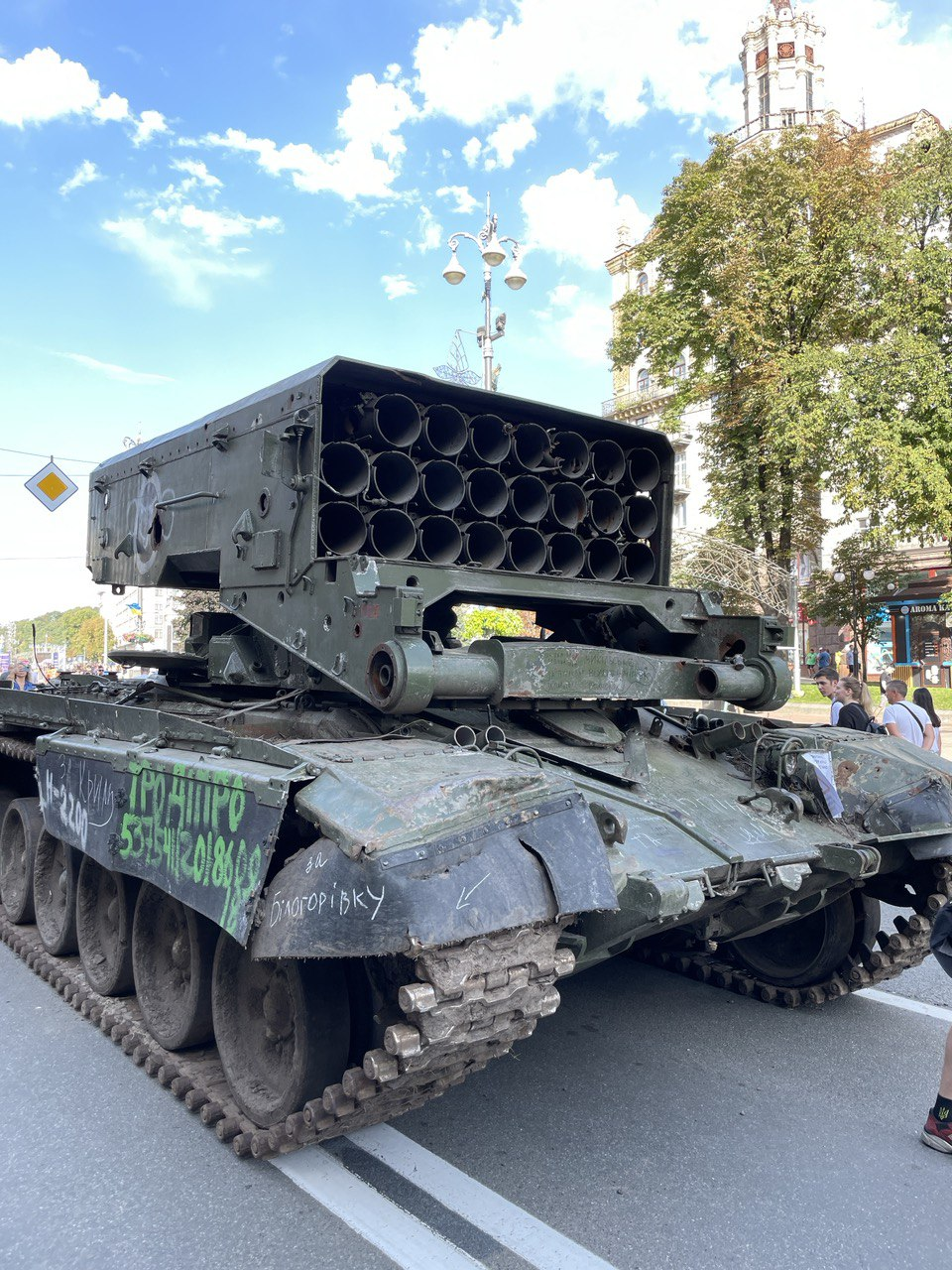
Захоплена ЗСУ ПУ ТОС-1А «Солнцепьок»
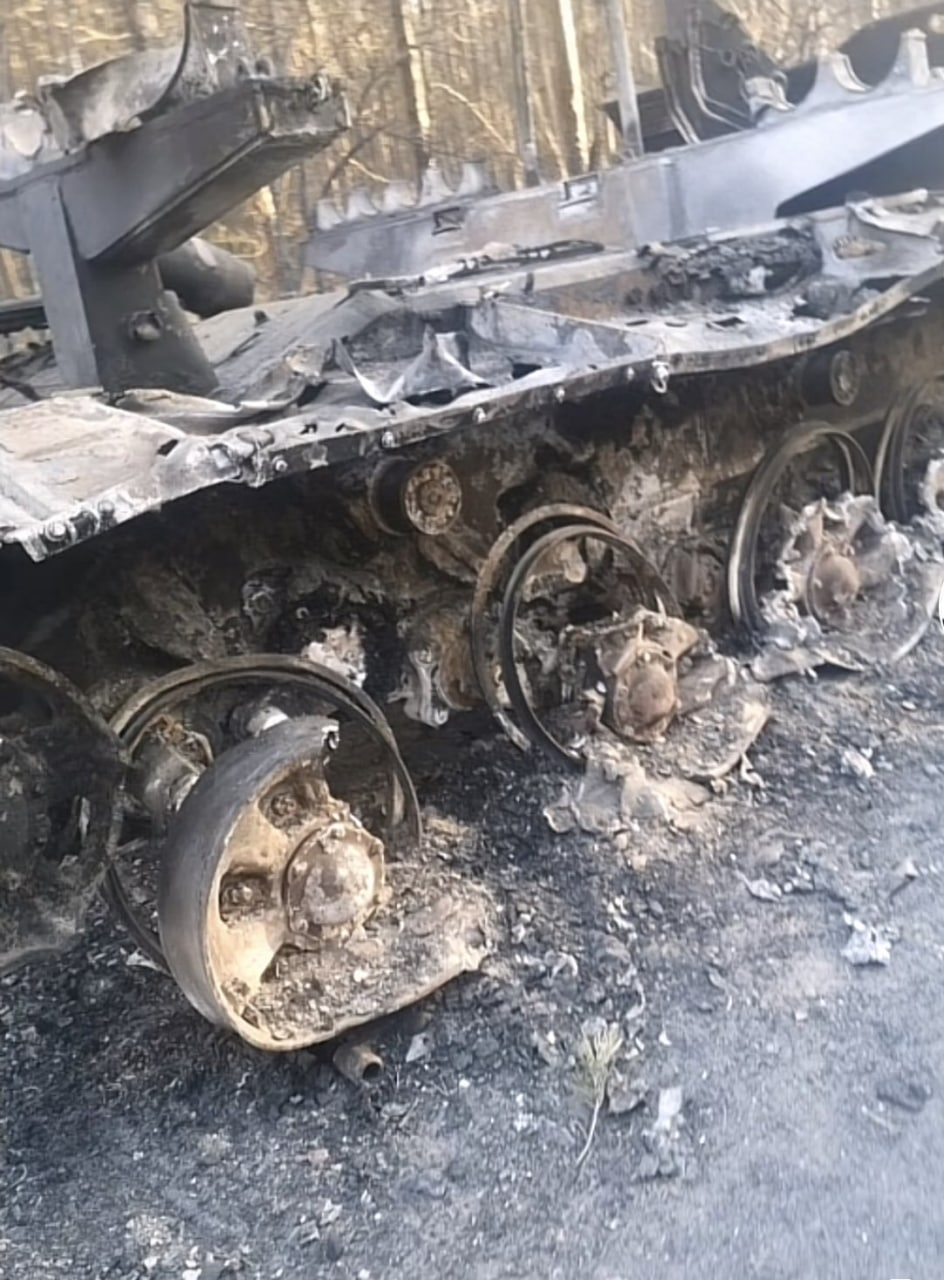
Знищена ТЗМ із комплексу ТОС-1А «Солнцепьок»
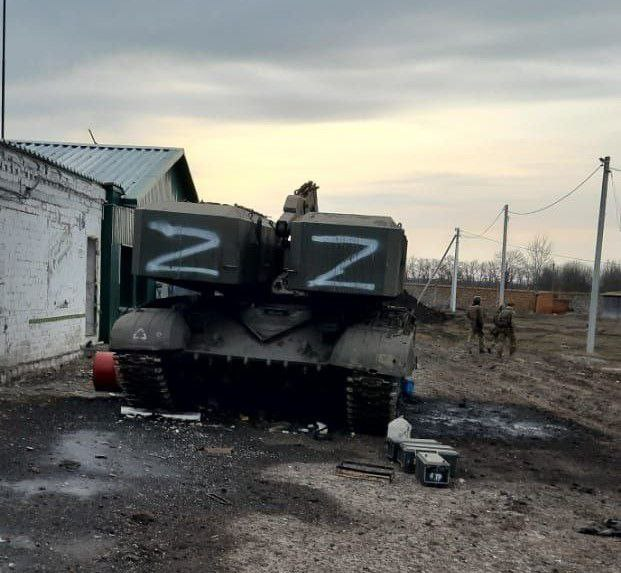
ТЗМ захопленна в селі Гусарівка у Харківській області
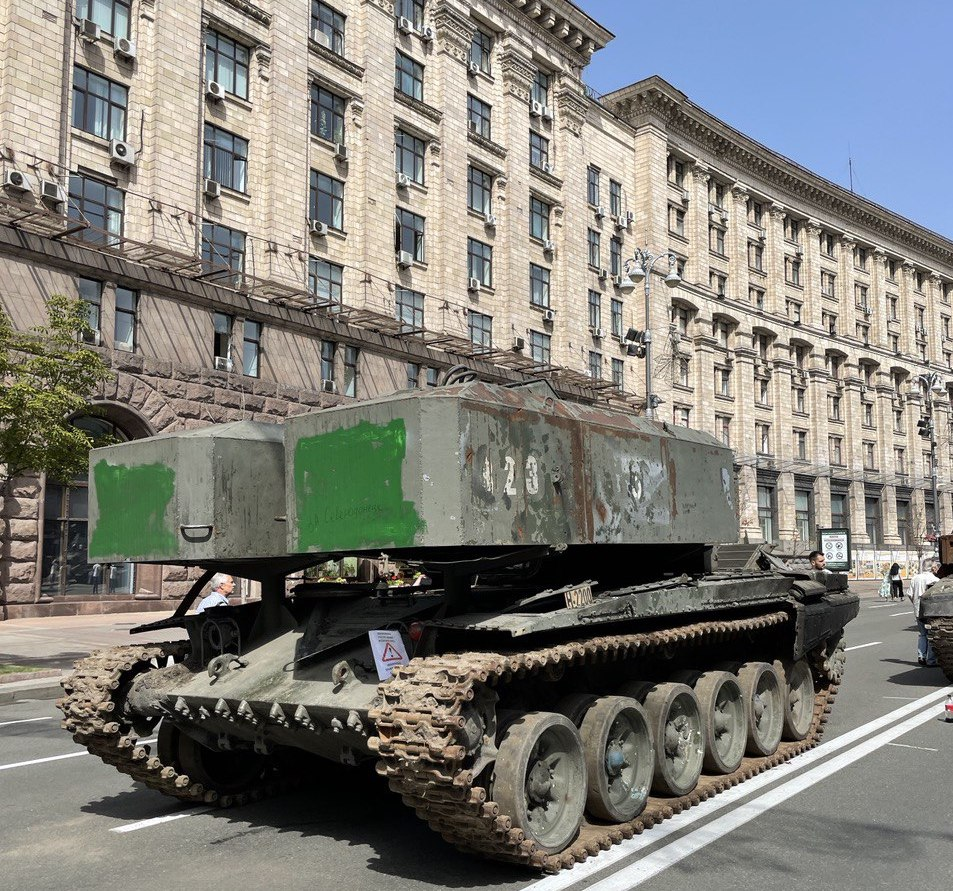
Захоплений ТЗМ-Т у Києві

## Матеріали
- Свідчення про використання на Донбасі російських важких вогнеметних систем // ІнформНапалм, 08.02.2021
- International Institute for Strategic Studies (13 лютого 2024). The Military Balance 2024 (англ.). Taylor & Francis. ISBN 978-1-040-05115-3.
- The Military Balance 2025 / IISS. — London : Taylor & Francis, 2025. — 530 p. — ISBN 9781041049678.